# Книга врат
Книга врат — древнеегипетские заупокойные тексты, появившиеся в эпоху Нового царства. В книге рассказывается о переходе души, недавно умершего человека в следующий мир, аналогично путешествию солнца, которое отправляется в загробный мир в ночные часы. Душе требуется пройти через ряд «врат» на разных этапах своего пути. Каждые врата охраняют разные богини, поэтому от умершего требуется знание особенностей каждой из них. В тексте предполагается, что некоторые души пройдут невредимыми, в то время как другие будут страдать и мучиться в огненном озере.

## Категории
Наиболее известная на сегодня часть Книги врат упоминает о различных расах людей, известных древним египтянам. Эти расы условно поделены на четыре категории: «египтяне», «азиаты», «ливийцы» и «нубийцы». Они изображены входящими друг за другом в загробный мир.
Текст и изображения, связанные с Книгой врат, встречаются во многих гробницах Нового царства. Книга врат присутствует во всех царских гробницах от Хоремхеба до Рамсеса VII. Она также присутствует в гробнице художника и ремесленника Сеннеджема, который работал в деревне Дейр эль-Медина и строил гробницы фараонам Нового царства.
Богини, описанные в Книге врат, имели разные титулы и носили одежды, окрашенные в различные цвета, во всём остальном они были похожи, например, над головой у каждой из них была пятиконечная звезда. Описание большинства богинь можно встретить только в Книге врат и нигде больше. По этой причине было высказано предположение, что Книга врат является своего рода способом определения часа ночи. Каждая из богинь представляла собою звезду, которая появлялась на небосводе в конкретный час в ночное время.

## Титулы богинь
| Час | Титул                               | Толкование титула                        |
| --- | ----------------------------------- | ---------------------------------------- |
| 1   | Раскалывающая головы врагов Ра      |                                          |
| 2   | Мудрая защитница господина          |                                          |
| 3   | Та, кто разрезает насквозь Ба       |                                          |
| 4   | Та, у которой великая сила          |                                          |
| 5   | Та, кто на своей лодке              |                                          |
| 6   | Успешная проводница                 |                                          |
| 7   | Та, кто отгоняет змей               | То есть защитница от тьмы                |
| 8   | Госпожа ночи                        |                                          |
| 9   | Та, которой восхищаются             |                                          |
| 10  | Та, кто обезглавливает мятежников   |                                          |
| 11  | Звезда, которая отгоняет мятежников |                                          |
| 12  | Свидетельница великолепия Ра        | То есть свидетельница солнца на рассвете |